# علي الراشد
علي فهد الراشد (مواليد 1967) سياسي كويتي ، مستشار بالديوان الأميري خلال الفترة 30 يناير 2017 حتى 31 يناير 2021 ، عضو مجلس الأمة خلال الفترة 6 أغسطس 2013 حتى 15 مايو 2014 وكان وزيراً للدولة لشؤون مجلس الوزراء خلال الفترة 8 مايو 2011 حتى 13 ديسمبر 2011 وكما كان عضو مجلس الأمة خلال الفترة 19 يوليو 2003 حتى 7 أكتوبر 2012 ، وهو متزوج ولديه 4 أبناء. حاصل على الشهادة الجامعية في كلية الحقوق بجامعة الكويت سنة 1992 ودبلوم دراسات عليا في القانون بمعهد الدراسات والبحوث القانونية - جامعة الدول العربية عام 2003.

## حياته السياسية
ترشح لانتخابات مجلس الأمة 2003 عن الدائرة الخامسة وفاز في الانتخابات بعد حصوله على المركز الثاني ب802 صوتاً
وترشح لانتخابات مجلس الأمة 2006 عن الدائرة الخامسة وفاز في الانتخابات بعد حصوله على المركز الأول ب2,527 صوتاً
وترشح لانتخابات مجلس الأمة 2008 والتي جرت للمرة الأولى بنظام الخمس دوائر مع كتلة التحالف الوطني الديمقراطي وترشح عن الدائرة الثانية وفاز في الانتخابات بعد حصوله على المركز السابع ب5,902 صوتاً.
وترشح لانتخابات مجلس الأمة 2009 عن الدائرة الثانية وفاز في الانتخابات بعد حصوله على المركز الثاني ب6,826 صوتاً.
وفي 8 مايو 2011 صدر مرسوماً بتعينه وزيراً للدولة لشؤون مجلس الوزراء وشغل المنصب حتى 13 ديسمبر 2011.
وترشح لانتخابات مجلس الأمة (فبراير 2012) التي تم بطلانها بحكم من المحكمة الدستورية وترشح عن الدائرة الثانية وفاز في الانتخابات بعد حصوله على المركز الرابع ب6,148 صوتاً وفي 20 يونيو 2012 قررت المحكمة الدستورية إبطال المجلس وعودة مجلس الأمة 2009 المنحل بقوة الدستور كأن الحل لم يكن وذالك بسبب بطلان مرسوم حل مجلس الأمة 2009.
وترشح لانتخابات مجلس الأمة (ديسمبر 2012) التي تم بطلانها بحكم من المحكمة الدستورية وترشح عن الدائرة الثانية وفاز في الانتخابات بعد حصوله على المركز الرابع ب3,041 صوتاً وفي 16 ديسمبر 2012 انتخب رئيساً لمجلس الأمة وشغل المنصب حتى صدور حكم المحكمة الدستورية بإبطال المجلس وأعتباره كأنه لم يكن في 16 يونيو 2013.
وترشح لانتخابات مجلس الأمة 2013 عن الدائرة الثانية وفاز في الانتخابات بعد حصوله على المركز الخامس ب1,819 صوتاً واستقال من عضوية مجلس الأمة في 15 مايو 2014.
وفي 30 يناير 2017 عُين مستشاراً بالديوان الأميري وشغل المنصب حتى 31 يناير 2021.

## الخبرات العملية
- محامي وعضو جمعية المحامين الكويتية.
- وكيل النائب العام - عمل وكيلاً لنيابة كل من:
  - العاصمة.ــ المخدرات والخمور.
  - الأموال العامة / التجارية.
  - الأحداث.
  - أمن الدولة (منتدب).
- عضوفي مكتب التحقيق في جرائم الحرب.
- قاضي في المحكمة الكلية وقاضي التوثيقات الشرعية. (2000)
- أنتخب عضواً في مجلس الأمة الكويتي (الفصل التشريعي العاشر2003) عن الدائرة الخامسة (القادسية ـ المنصورية).
  - مقرر لجنة الشئون التشريعية القانونية. (دور الانعقاد الأول)
  - عضو لجنة حماية الأموال العامة. (دور الانعقاد الأول)
  - عضو لجنة الشئون التشريعية والقانونية. (دور الانعقاد الثاني)
  - عضو لجنة شئون البيئة. (دور الانعقاد الثاني)
  - عضو لجنة شئون دراسة برنامج عمل الحكومة. (دور الانعقاد الثاني – الثالث)
  - رئيس لجنة شئون الشباب والرياضة. (دور الانعقاد الثاني – الثالث
- أعيد أنتخابه في مجلس الأمة (الفصل التشريعي الحادي عشر 2006) عن نفس الدائرة السابقة
  - رئيس لجنه الداخلية والدفاع (دور الأنعقاد الأول)
  - عضو لجنة الداخلية والدفاع (دور الأنعقاد الثاني)
  - عضو لجنة الشئون الصحية والاجتماعيه (دور الأنعقاد الثاني)
  - رئيس لجنة الداخلية والدفاع (دور الأنعقاد الثالث)
- أعيد أنتخابه في مجلس الأمة (الفصل التشريعي الثاني عشر 2008) نظام الخمس دوائر مع كتلة التحالف الوطني الديمقراطي
  - عضو لجنة الشئون الصحية والأجتماعية (دور الأنعقاد الأول)
  - عضو لجنة رد خطاب صاحب السمو أمير البلاد (دور الأنعقاد الأول)
- انتخب بشكل أبطلته المحكمة لاحقاً كرئيس لمجلس الامه الكويتى المبطل قضائياً بتاريخ 16/12/2012

## مواقفه في مجلس الأمة
| الكتلة                                             | الليبرالية                              |
| طلب لجنة تحقيق في هاليبرتون                        | طلب لجنة التحقيق                        |
| استجواب إلى وزير المالية محمود النوري              | مؤيد طرح الثقة                          |
| طلب تقليص الدوائر الانتخابية (2004)                | مؤيد                                    |
| إحالة طلب حقوق المرأة السياسية للمحكمة الدستورية   | مؤيد                                    |
| طلب طرح الثقة بوزير الصحة د. محمد أحمد الجار الله  | لم يتخذ موقف - استقال الوزير قبل الجلسة |
| إعطاء المرأة حقوقها السياسية                       | مؤيد                                    |
| تقليص الدوائر الانتخابية إلى خمس دوائر             | مؤيد                                    |
| إحالة قانون العشر دوائر انتخابية للمحكمة الدستورية | لم يحضر الجلسة                          |

| الكتلة                                                                  | العمل الوطني                                   |
| طلب إيقاف الشيخ محمد عبد الله المبارك الصباح عن رئاسة جهاز خدمة المواطن | موافق                                          |
| طلب إسقاط القروض                                                        | رفض الطلب                                      |
| استجواب الشيخ أحمد عبد الله الأحمد الصباح وزير الصحة                    | لم يتخذ موقف رسمي - استقالة الحكومة قبل الجلسة |
| إحالة قضية الفحم المكلسن إلى ديوان المحاسبة                             | مؤيد                                           |
| طلب طرح الثقة بالوزير علي الجراح الصباح وزير النفط                      | مؤيد                                           |

| الكتل                                                                          | التحالف الوطني الديموقراطي ثم ليبرالي مستقل |
| اللجان                                                                         | الصحة - الخطاب الأميري - التشريعية          |
| قانون صندوق المعسرين                                                           | موافق                                       |
| الموازنة العامة للدولة                                                         | موافق                                       |
| قانون ضمان الودائع البنكية                                                     | مؤيد                                        |
| إعادة تشكيل اللجان المؤقتة                                                     | منسحب                                       |
| تقرير اللجنة المالية الرافض لإقامة الدواوين                                    | موافق                                       |
| مقترح الحركة الدستورية الإسلامية في التحقيق في الشراكة مع داو والمصفاة الرابعة | ممتنع                                       |
| التحقيق في عمل فريق الإزالات                                                   | رافض                                        |
| مقترح اللجنة الثلاثية في التحقيق في داو والمصفاة الرابعة                       | موافق                                       |